# 百石町 (弘前市)
百石町（ひゃっこくまち）は、江戸期から現在にかけての青森県弘前市の地名。郵便番号は036-8035。2017年6月1日現在の人口は147人、世帯数は83世帯。

## 地理
当地の中間を青森県道31号弘前鯵ケ沢線が東西に横断し、町域の北部と接する東長町と、南部と接する土手町とを結ぶ筋道の町。町域の北部は東長町、北東部から東部にかけて徒町川端町、南東部は徒町、南部は土手町、南西部は一番町・鉄砲町、西部は上鞘師町、西北部は百石町小路に接する。

### 催事
7月下旬には百石町商店街で夜店祭りが行われる。弘前市で最初に行われた祭りでもある。

## 歴史
- 正保3年 - 侍屋敷として町割りされる（津軽弘前城之絵図）。
- 寛永末年頃 - 当地の東側に屋敷が19軒（津軽弘前城之絵図）。
- 慶安2年 - 侍町とあり、屋敷55軒のうち46軒が武家屋敷。そのなかには足軽組頭とみられる屋敷もある（弘前古御絵図）。
- 寛文13年 - 百石町と町名が見え、侍屋敷が51軒ある（弘前中惣屋敷絵図）。
- 延宝5年 - 上鞘師町から南部を百石町一丁目、北部を二丁目と称する（弘前惣御絵図）。
- 元禄13年 - 46軒の武家屋敷がある（弘前侍町屋敷割）。
- 寛政5年 - 寛政の改革により、当地に御目見以上の武士の屋敷が配置される（平山日記）。
- 寛政12年 - 侍屋敷が41軒（分間弘前大絵図）。
- 文化4年 - 侍屋敷が40軒（御家中町割）。
- 明治初年 - 戸数43。町域は「長三丁三十五間五尺、幅四間」とある（国誌）。
- 1880年（明治13年） - 元寺町から出荷した火災が当地のほか一帯、1,064戸を焼きつくし、それが当地を商店街を発展させることとなる。
- 1897年（明治30年） - 奥羽北線（奥羽本線青森〜弘前間）開通、陸軍第8師団の設置によって、弘前市の中心部が本町から元寺町・当地に移る。
  - また、1883年（明治16年）に建てられた宮本甚兵衛呉服店は、同年に弘前金融合資会社、のちに津軽銀行（現：青森銀行津軽支店）になる。
- 1914年（大正3年） - 弘前市で初めて夜店祭りが催され、2軒目の活動写真館が開業する（現在はガソリンスタンド）。

### 沿革
- 江戸期 - 弘前城下の一町。
- 明治初年〜明治22年 - 弘前を冠称。
- 1899年（明治22年） - 弘前市に所属。

### 地名の由来
定かではないが、禄高100石以上・金15両以上の藩士が居住していたことから。

## 施設

### 医療
- 吉田クリニック
- 福島耳鼻咽喉科

### 商業
- ラグノオささき本社ビル
- 高谷萬花堂
- 弘前セレモニーホール弘安閣

### 金融
- 青い森信用金庫弘前支店

### その他
- 市立百石町展示館 - 弘前市内に現存する最古の洋風建築[3]。弘前市指定有形文化財。

## 小・中学校の学区
市立小・中学校に通う場合、学区は以下の通りとなる。
| 大字   | 番・番地 | 小学校             | 中学校             |
| ------ | -------- | ------------------ | ------------------ |
| 百石町 | 全域     | 弘前市立時敏小学校 | 弘前市立第一中学校 |

## 交通
- 弘南バス
  - ホテルニューキャッスル前、徒町（土手町循環100円バス、他）停留所。
  - 下土手町2（弘前駅 - 久渡寺線、他）停留所。